# Michael Hayes (wrestler)
Michael Seitz (n. 29 martie 1959) este un fost wrestler american. Seitz este cunoscut ca și lider al echipei Fabulous Freebirds, sub numele de ring de Michael "P.S." ("Purely Sexy") Hayes, și ca ring announcer, sub numele de Dok Hendrix.
În prezent este șeful Departamentului Creativ al diviziei SmackDown! a WWE.